# Dolly
«Dolly» — австралійський журнал для підлітків, який виходив двічі на місяць. Штаб-квартира заходилась у Сіднеї. Головним редактором була Жозефіна Розенберг-Кларк; перед нею посаду займала Люсі Кузінс. З 2004 по 2007 головним редактором був Бронвун МакКегон (потім став редактором австралійського «Cosmopolitan»), після нього посаду займала Гемма Крісп, яка до того була редактором журналу «Cleo».
Мав власну церемонію нагородження Dolly Teen Choice Awards.

## Історія
Перший випуск вийшов у 1970 році в Австралії та Новій Зеландії під видавництвом Fairfax Ltd. В 1988 був викуплений ACP. Першим головним редактором був Ян Голді in 1970.. «Dolly» покривав новини та плітки про знаменитостей, публікував інформацію по моді і красі, пропонував статті по темам, які тривожать дівчат підліткового віку. Станом на 2007 рік журнал мав біля 505,000 підписників і загалом видав 400 примірників.
«Dolly» став предметом натхнення для створення «Sassy Magazine » (1987—1996) в США.
В листопаді 2016 журнал повідомив, що переходить на онлайн режим. В грудні 2016 вийшов останній фізичний примірник журналу.

## Dolly Model Competition
Журнал проводив модельний конкурс Dolly Model Competition, який надавав переможниці можливість стати моделлю. Конкурс тривав із 1992 по 2002 роки.
Міранда Керр, яка виграла конкурс в 1997 році стала всесвітньо відомою моделлю Victoria's Secret.